# Gintautas Mikolaitis
Gintautas Mikolaitis (* 19. Dezember 1959  in Liepynai, Rajongemeinde Raseiniai) ist ein litauischer sozialdemokratischer Politiker.

## Leben
Von 1967 bis 1971 lernte er in Šilininkai, von 1971 bis 1978 in Girkalnis bei Raseiniai. 1979 absolvierte er die technische Berufsschule Nr. 33 in Kaunas und wurde Kino-Mechaniker. 1984 absolvierte er das Diplomstudium der Mechanik an der Fakultät für Leichtindustrie am Kauno politechnikos institutas. Von 1984 bis 2000 arbeitete er beim Werk  „Šatrija“ in Raseiniai. Von 1997 bis 2000 war er stellvertretender Bürgermeister von Raseiniai. Seit 2000 ist er Mitglied im Seimas.
Seit 1994 ist er Mitglied der Lietuvos socialdemokratų partija.